# Iraq Stars League 2024/25
Die Iraq Stars League 2024/25 war die zweite Spielzeit der höchsten irakischen Fußballliga seit ihrer Gründung im Jahr 1974 unter diesem Namen und die 51. Spielzeit insgesamt. Ausgetragen wurde die Liga vom irakischen Fußballverband. An der Liga nahmen 20 Mannschaften teil. Die Saison begann am 20. September 2024 und endete am 4. Juli 2025. Titelverteidiger war der al-Shorta SC.

## Mannschaften
| Mannschaft           | Standort     | Stadion                        | Kapazität |
| -------------------- | ------------ | ------------------------------ | --------- |
| Al-Hedod SC          | Bagdad       | Al-Saher Ahmed Radhi Stadium   | 5.150     |
| al-Kahrabaa SC       | Bagdad       | al-Zawraa Stadium              | 15.443    |
| al-Karkh SC          | Bagdad       | al-Saher Ahmed Radhi Stadium   | 5.150     |
| Al-Karma SC (N)      | Al-Karmah    | Al-Ramadi Stadium              | 15.000    |
| Al-Mina'a SC         | Basra        | Al-Minaa Olympic Stadium       | 30.000    |
| al-Naft SC           | Bagdad       | Al-Saher Ahmed Radhi Stadium   | 5.150     |
| al-Najaf SC          | an-Nadschaf  | al-Najaf International Stadium | 30.000    |
| al-Qasim SC          | Babil        | al-Najaf International Stadium | 30.000    |
| al-Quwa al-Dschawiya | Bagdad       | al-Shaab-Stadion               | 35.700    |
| al-Shorta SC         | Bagdad       | al-Shaab-Stadion               | 35.700    |
| al-Talaba SC         | Bagdad       | Al-Madina Stadium              | 32.000    |
| al-Zawraa SC         | Bagdad       | al-Zawraa Stadium              | 15.443    |
| Diyala SC (N)        | Diyala       | Al-Madina Stadium              | 32.000    |
| Duhok SC             | Dohuk        | Duhok Stadium                  | 22.800    |
| Erbil SC             | Erbil        | Franso-Hariri-Stadion          | 25.000    |
| Karbala SC           | Kerbela      | Karbala International Stadium  | 30.000    |
| Naft al-Basra SC     | Basra        | Al-Fayhaa Stadium              | 30.000    |
| Naft Maysan SC       | Maisan       | Maysan Olympic Stadium         | 25.000    |
| Newroz SC            | Sulaimaniyya | Sulaymaniyah Stadium           | 15.000    |
| Zakho SC             | Dohuk        | Zakho International Stadium    | 20.000    |

## Abschlusstabelle
Stand: Saisonende 2024/254
| Pl. | Verein               | Sp. | S  | U  | N  | Tore    | Diff. | Punkte |
| --- | -------------------- | --- | -- | -- | -- | ------- | ----- | ------ |
| 1.  | al-Shorta SC (M)     | 38  | 26 | 9  | 3  | 075:230 | +52   | 87     |
| 2.  | al-Zawraa SC         | 38  | 23 | 8  | 7  | 056:280 | +28   | 77     |
| 3.  | Zakho SC             | 38  | 20 | 11 | 7  | 057:250 | +32   | 71     |
| 4.  | al-Talaba SC         | 38  | 18 | 9  | 11 | 040:270 | +13   | 63     |
| 5.  | al-Quwa al-Dschawiya | 38  | 17 | 9  | 12 | 051:430 | +8    | 60     |
| 6.  | al-Naft SC           | 38  | 15 | 14 | 9  | 032:270 | +5    | 59     |
| 7.  | Duhok SC             | 38  | 16 | 9  | 13 | 045:410 | +4    | 57     |
| 8.  | Al-Karma SC (N)      | 38  | 15 | 11 | 12 | 043:350 | +8    | 56     |
| 9.  | Newroz SC            | 38  | 14 | 11 | 13 | 046:410 | +5    | 53     |
| 10. | al-Qasim SC          | 38  | 13 | 13 | 12 | 043:430 | ±0    | 52     |
| 11. | Naft Maysan SC       | 38  | 14 | 9  | 15 | 042:460 | −4    | 51     |
| 12. | Erbil SC             | 38  | 15 | 5  | 18 | 049:610 | −12   | 50     |
| 13. | Al-Kahrabaa SC       | 38  | 12 | 13 | 13 | 039:410 | −2    | 49     |
| 14. | al-Najaf SC          | 38  | 12 | 12 | 14 | 040:360 | +4    | 48     |
| 15. | al-Karkh SC          | 38  | 12 | 10 | 16 | 040:490 | −9    | 46     |
| 16. | Al-Mina'a SC         | 38  | 11 | 10 | 17 | 039:440 | −5    | 43     |
| 17. | Diyala SC (N)        | 38  | 10 | 11 | 17 | 031:500 | −19   | 41     |
| 18. | Naft al-Basra SC     | 38  | 8  | 8  | 22 | 032:580 | −26   | 32     |
| 19. | Al-Hedod SC          | 38  | 8  | 2  | 28 | 037:790 | −42   | 26     |
| 20. | Karbala SC           | 38  | 4  | 10 | 24 | 026:660 | −40   | 22     |

| Zum Saisonende 2024/25: |
| Irakischer Meister und Qualifikation für die AFC Champions League Elite 2025/26 Teilnahme an der Gruppenphase der AFC Champions League Two 2025/26 Teilnahme an der Gruppenphase AGCFF Gulf Club Champions League Qualifikation für das Relegationsspiel Abstieg in die Iraq Division One |

| Zum Saisonende 2023/24:                                           |
| (M): Amtierender Meister: al-Shorta SC                            |
| (N): Aufsteiger aus der Iraq Division One: Al-Karma SC, Diyala SC |

### Play-Off-Spiel (Relegation)
| Datum         |                  | Ergebnis |                  |
| ------------- | ---------------- | -------- | ---------------- |
| 14. Juli 2025 | Naft al-Basra SC | 0:1      | Amanat Bagdad SC |

## Torschützenliste

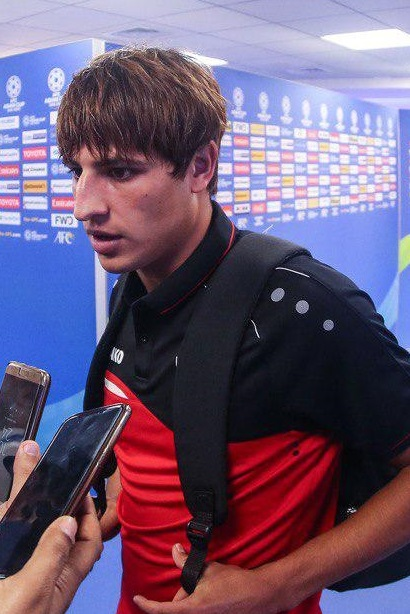
Mohanad Ali

Saisonende 2024/25
| Platz | Spieler             | Mannschaft                                        | Tore |
| ----- | ------------------- | ------------------------------------------------- | ---- |
| 1.    | Mohanad Ali         | al-Shorta SC                                      | 27   |
| 2.    | Gustavo Henrique    | Zakho SC                                          | 17   |
| 2.    | Marwan Hussein      | Newroz SC                                         | 17   |
| 4.    | Ifeanyi Eze         | al-Karkh SC                                       | 17   |
| 4.    | Saif Rasheed Hameed | al-Qasim SC                                       | 17   |
| 6.    | Amjad Attwan        | Zakho SC                                          | 13   |
| 7.    | Mahmoud Al-Mawas    | al-Shorta SC                                      | 12   |
| 7.    | Simon Msuva         | al-Talaba SC                                      | 12   |
| 7.    | Al-Hareth Hatam     | al-Qasim SC                                       | 12   |
| 7.    | Benjamin Okoronkwo  | Diyala SC (4 Tore) al-Karkh SC (8 Tore)           | 12   |
| 11.   | Alaa Abbas          | al-Quwa al-Dschawiya                              | 11   |
| 11.   | Youssef Ben Souda   | Erbil SC                                          | 11   |
| 11.   | Essam Al-Subhi      | al-Quwa al-Dschawiya                              | 11   |
| 11.   | Ismaïl Ouro-Agoro   | Naft al-Basra SC                                  | 11   |
| 11.   | Alaa Abdulzahra     | Al-Mina'a SC                                      | 11   |
| 11.   | Youssouf Oumarou    | Al-Karma SC                                       | 11   |
| 17.   | Mohammed Jawad      | al-Najaf SC (1 Tor) al-Quwa al-Dschawiya (9 Tore) | 10   |